# Gnypeta leviventris
Gnypeta leviventris är en skalbaggsart som beskrevs av Thomas Casey 1906. Gnypeta leviventris ingår i släktet Gnypeta och familjen kortvingar. Inga underarter finns listade i Catalogue of Life.